# Bayantes
Le sum de Bayantes (mongol : ᠪᠠᠶᠠᠨ ᠲᠡᠰ
ᠰᠤᠮᠤ, cyrillique : Баянтэс сум, MNS : Bayantes sum) est situé dans l'aïmag (ligue) de Zavkhan, en Mongolie. Sa population était de 3 024 habitants en 2005.